# Eyl

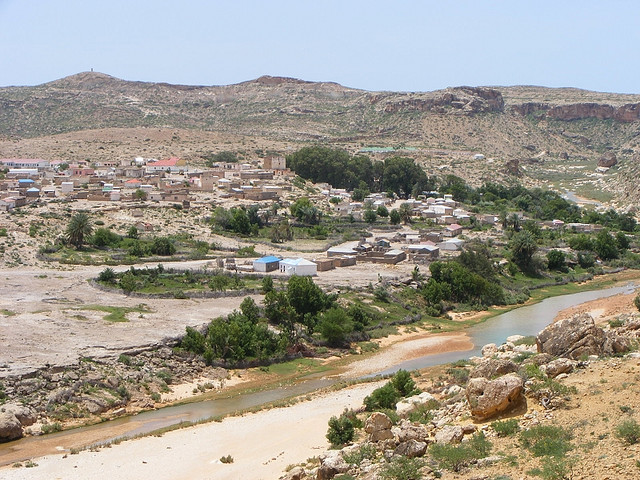
Blick auf Eyl

Eyl (auch Eeyl, Eil oder Ayl geschrieben) ist eine Stadt in Somalia mit etwa 19.000 Einwohnern. Sie liegt an der Ostküste der Region Nugaal, die Teil des faktisch autonomen Puntland im Norden Somalias ist. Bei Eyl mündet der Fluss Nugaal in den Indischen Ozean.
Der Ort verfügt über sieben Schulen und ein Krankenhaus.

## Geschichte
Die Kämpfer von Mohammed Abdullah Hassan (1856–1920), des von den Briten als Mad Mullah bezeichneten Aufstandsführers, begaben sich zur Hafenstadt, damals auch Illig genannt, als sie im 4. Feldzug 1903/04 von den britischen Truppen verfolgt wurden. Der Ort ist landseitig gut zu verteidigen und beherbergte bereits 700 seiner Leute. Die Briten entschlossen sich zu einem Landungsunternehmen am 21. April 1904 mit drei Schiffen unter Konteradmiral G. L. Atkinson-Wiles. Die etwa 500 gelandeten Seeleute und Marineinfanteristen rückten auf einer 1,2 km breiten Front von Süden her vor. Die Derwische wurden schnell in die Flucht geschlagen. Sie ließen 58 Tote und 27 Gewehre zurück. Im Laufe der nächsten Tage wurden die Höhlen entlang der Küste von den Verbliebenen „gesäubert“. Daran waren auch inzwischen eingetroffene italienische Seeleute beteiligt.
Es gibt in Eyl Ruinen einer zur Zeit des Kalten Krieges von der Sowjetunion gebauten Radarstation sowie ein steinernes Fort, das unter Mohammed Abdullah Hassan gegen Anfang des 20. Jahrhunderts erbaut wurde.

## Wirtschaft
Viele Bewohner von Eyl leben von der Fischerei. Diese Lebensgrundlage wird jedoch dadurch beeinträchtigt, dass thailändische, spanische, chinesische und russische Flotten illegal die Küste Somalias überfischen und kein funktionierender somalischer Staat sie daran hindert. Eyl und Umgebung waren zusätzlich von dem Tsunami am 26. Dezember 2004 betroffen.

## Piratenübergriffe
Angesichts der hohen Profite aus der Piraterie vor der Küste Somalias sind unterdessen zahlreiche Personen aus anderen Landesteilen nach Eyl gekommen und nutzen den Ort als Ausgangspunkt für Piratenaktivitäten. Die Behörden Puntlands sind in Eyl kaum präsent.
Im Jahre 2008 gingen von Eyl aus etliche Angriffe auf Hochsee-Frachter aus. 38 der vor der Küste Somalias angegriffenen Schiffe wurden gekapert und in die Gewässer von Eyl manövriert. Ziel der Piraten ist es, Lösegeld zu erpressen, um so ihren Lebensstandard zu steigern.
Die bekanntesten Angriffsziele waren die Schiffe Sirius Star, Humboldt Current und Lang Sing.